# Notoungulata
De Notoungulata zijn een orde van uitgestorven Zuid-Amerikaanse hoefdieren. De naam betekent letterlijk "zuidelijke hoefdieren". Het is de grootste groep van Zuid-Amerikaanse hoefdieren met meer dan honderd geslachten. De eerste soorten verschenen in het Paleoceen en de Notoungulata overleefde tot in het einde van Pleistoceen, waarmee het tijdgenoten waren van de eerste mensen in Zuid-Amerika.

## Ontwikkeling
Doordat Zuid-Amerika miljoenen jaren een eilandcontinent was, ontstond er een fauna met endemische hoefdieren. De Notoungulata zijn een van deze hoefdiergroepen. Andere orden zijn Litopterna, Xenungulata en Pyrotheria. Deze hoefdieren werden bejaagd door dieren als de schrikvogel Phorusrhacos en buidelroofdieren als Thylacosmilus. 
Toen in het Plioceen de landengte van Midden-Amerika ontstond, trokken de noordelijke hoefdieren zoals herten, kamelen en paarden, en de roofdieren Zuid-Amerika binnen. Het uitsterven van de zuidelijke hoefdieren werd voorheen toegeschreven aan competitie met deze noordelijke immigranten. Nader onderzoek liet echter zien dat er al vanaf het Laat-Mioceen sprake was van een geleidelijke achteruitgang binnen de Notoungulata en Litopterna. Dit proces viel samen met de diversificatie van grote caviomorphen en tandarmen zoals grondluiaarden en glyptodonten, vergelijkbaar met de overgang van knabbelaars naar grazers op de noordelijke continenten door de uitbreiding van graslanden in deze periode. De achteruitgang van de zuidelijke hoefdieren viel samen met faunaveranderingen op grotere schaal in Zuid-Amerika met onder meer de achteruitgang van de buidelroofdieren.
Toxodon, het bekendste lid van de Notoungulata, overleefde na de immigratie van noordelijke soorten nog enkele miljoenen jaren. De verwante Mixotoxodon trok zelfs over de Landengte van Panama naar het noorden tot aan Texas.

## Classificatie
Binnen de orde was een sterke variatie in lichaamsgrootte, variërend van soorten met het formaat van een konijn tot dat van een neushoorn. De onderordes Notioprogonia (Paleoceen tot Midden-Eoceen), Typotheria (Paleoceen tot Laat-Mioceen) en Hegetotheria (Midden-Eoceen tot Plioceen) omvatten konijnachtige vormen. Tot de onderorde Toxodonta behoren soorten met het formaat van een schaap tot neushoorn. Thomashuxleya uit het Eoceen was een van de eerste toxodonten en het was de Zuid-Amerikaanse tegenhanger van de zwijnen uit de noordelijke continenten. Latere families binnen de Toxodonta waren min of meer te beschouwen als de Zuid-Amerikaanse equivalenten van de paarden (Notohippidae, Midden-Eoceen tot Midden-Mioceen), chalicotheriën (Homalodotheriidae, Vroeg-Oligoceen tot Laat-Mioceen) en neushoorns (Toxodontidae, Oligoceen tot Laat-Pleistoceen).
In het verleden werd ook de Arctostylopidae tot de Notoungulata gerekend. Deze familie omvat soorten die tijdens het Paleogeen in Noord-Amerika en oostelijk Azië voorkwamen. De indeling bij de Notoungulata werd gebaseerd op overeenkomsten in de tanden. Latere uitgebreidere vondsten in Azië leidden echter tot nieuwe inzichten over classificatie van de familie. De bouw van de voet en andere kenmerken wijzen er op dat de Arctostylopidae vroege vormen uit de Gliriformes zijn en daarmee verwant aan de knaagdieren en haasachtigen.

### Indeling
Orde Notoungulata 
- Onderorde Notioprogonia
  - Familie Henricosborniidae
  - Familie Notostylopidae
- Onderorde Toxodonta
  - Familie Isotemnidae
  - Familie Leontiniidae
  - Familie Notohippidae
  - Familie Toxodontidae
  - Familie Homalodotheriidae
- Onderorde Typotheria
  - Familie Archaeopithecidae
  - Familie Oldfieldthomasiidae
  - Familie Interatheriidae
  - Familie Campanorcidae
  - Familie Mesotheriidae
- Onderorde Hegetotheria
  - Familie Archaeohyracidae
  - Familie Hegetotheriidae

## Verwantschap
Het is lang onduidelijk geweest waar Notoungulata precies in de stamboom van de zoogdieren in te passen is. Hoewel veel studies ze binnen de Laurasiatheria plaatsten en daarmee beschouwden als verwanten van de echte hoefdieren (Euungulata, even- en onevenhoevigen), suggereerden andere studies een nauwere verwantschap met de Xenarthra, een endemische Zuid-Amerikaanse groep die de gordeldieren, miereneters en luiaarden omvat, of de Afrotheria. In 2015 werd echter bekend dat op basis van extractie van het eiwit collageen van botten van de litoptern Macrauchenia en Toxodon een vrij nauwe verwantschap met de onevenhoevigen aangetoond was. De Notoungulata en de Litopterna ontwikkelden zich beide in het Vroeg-Paleoceen en zullen afstammen van een basaal hoefdier dat in het Laat-Krijt of vroegste Paleoceen vanuit het noorden Zuid-Amerika bereikte over een tijdelijke landbrug met Noord-Amerika.